# NamiRNAs
namiRNAs，即核激活小分子核糖核酸（英語：nuclear activating miRNAs）是一类作用于细胞核中的小分子核糖核酸（miRNAs），可通过结合增强子激活基因表达，例子有miR-24-1和miR-26等。